# Mastacembelus polli
Mastacembelus polli är en fiskart som beskrevs av Emmanuel Vreven 2005. Mastacembelus polli ingår i släktet Mastacembelus och familjen Mastacembelidae. Inga underarter finns listade i Catalogue of Life.